# EPrix de Paris 2016
GP précédent GP suivant
L'ePrix de Paris 2016 (2016 FIA Formula E Visa Paris ePrix), disputé le 23 avril 2016 sur le circuit des Invalides, est la dix-huitième manche de l'histoire du championnat de Formule E FIA. Il s'agit de la première édition de l'ePrix de Paris comptant pour le championnat de Formule E et de la septième manche du championnat 2015-2016.

## Essais libres

### Première séance
| Pos. | Pilote            | Voiture                   | Chrono         | Écart     |
| ---- | ----------------- | ------------------------- | -------------- | --------- |
| 1    | Sébastien Buemi   | Renault e.dams            | 1 min 02 s 841 |           |
| 2    | Lucas di Grassi   | ABT Schaeffler Audi Sport | 1 min 02 s 981 | + 0 s 140 |
| 3    | Stéphane Sarrazin | Venturi                   | 1 min 03 s 032 | + 0 s 191 |
| 4    | Sam Bird          | DS Virgin Racing          | 1 min 03 s 099 | + 0 s 258 |
| 5    | Mike Conway       | Venturi                   | 1 min 03 s 228 | + 0 s 387 |
| 6    | Loïc Duval        | Dragon Racing             | 1 min 03 s 365 | + 0 s 524 |

### Deuxième séance
| Pos. | Pilote            | Voiture                   | Chrono         | Écart     |
| ---- | ----------------- | ------------------------- | -------------- | --------- |
| 1    | Mike Conway       | Venturi                   | 1 min 01 s 386 |           |
| 2    | Jean-Éric Vergne  | DS Virgin Racing          | 1 min 01 s 396 | + 0 s 010 |
| 3    | Sam Bird          | DS Virgin Racing          | 1 min 01 s 587 | + 0 s 201 |
| 4    | Lucas di Grassi   | ABT Schaeffler Audi Sport | 1 min 01 s 621 | + 0 s 235 |
| 5    | Stéphane Sarrazin | Venturi                   | 1 min 01 s 715 | + 0 s 329 |
| 6    | Bruno Senna       | Mahindra Racing           | 1 min 01 s 841 | + 0 s 455 |

## Qualifications
| Pos. | Pilote                 | Écurie                    | Groupe de qualification | Super pole     | Grille |
| ---- | ---------------------- | ------------------------- | ----------------------- | -------------- | ------ |
| 1    | Sam Bird               | DS Virgin Racing          | 1 min 01 s 514          | 1 min 01 s 616 | 1      |
| 2    | Lucas di Grassi        | ABT Schaeffler Audi Sport | 1 min 02 s 249          | 1 min 01 s 932 | 2      |
| 3    | Jean-Éric Vergne       | DS Virgin Racing          | 1 min 01 s 770          | 1 min 01 s 993 | 3      |
| 4    | Stéphane Sarrazin      | Venturi                   | 1 min 02 s 148          | 1 min 02 s 550 | 4      |
| 5    | Nicolas Prost          | Renault e.Dams            | 1 min 02 s 339          | 1 min 02 s 709 | 5      |
| 6    | Robin Frijns           | Amlin Andretti            | 1 min 02 s 405          |                | 6      |
| 7    | Oliver Turvey          | NEXTEV TCR                | 1 min 02 s 494          |                | 7      |
| 8    | Sébastien Buemi        | Renault e.Dams            | 1 min 02 s 661          |                | 8      |
| 9    | Nelsinho Piquet        | NEXTEV TCR                | 1 min 02 s 685          |                | 9      |
| 10   | António Félix da Costa | Team Aguri                | 1 min 02 s 747          |                | 10     |
| 11   | Jérôme d'Ambrosio      | Dragon Racing             | 1 min 02 s 797          |                | 11     |
| 12   | Simona De Silvestro    | Amlin Andretti            | 1 min 02 s 888          |                | 12     |
| 13   | Bruno Senna            | Mahindra Racing           | 1 min 02 s 915          |                | 13     |
| 14   | Daniel Abt             | ABT Schaeffler Audi Sport | 1 min 03 s 081          |                | 14     |
| 15   | Ma Qing Hua            | Team Aguri                | 1 min 03 s 655          |                | 15     |
| 16   | Loïc Duval             | Dragon Racing             | 1 min 03 s 787          |                | 16     |
| 17   | Mike Conway            | Venturi                   | 1 min 04 s 798          |                | 17     |
| 18   | Nick Heidfeld          | Mahindra Racing           | 1 min 11 s 853          |                | 18     |

## Course

### Classement
| Pos. | no | Pilote                 | Écurie                    | Tours | Temps/Abandon      | Grille | Points |
| ---- | -- | ---------------------- | ------------------------- | ----- | ------------------ | ------ | ------ |
| 1    | 11 | Lucas di Grassi        | ABT Schaeffler Audi Sport | 45    | 52 min 40 s 324    | 2      | 25     |
| 2    | 25 | Jean-Éric Vergne       | DS Virgin Racing          | 45    | + 0 s 853          | 3      | 18     |
| 3    | 9  | Sébastien Buemi        | Renault e.dams            | 45    | + 1 s 616          | 8      | 15     |
| 4    | 8  | Nicolas Prost          | Renault e.dams            | 45    | + 2 s 142          | 5      | 12     |
| 5    | 4  | Stéphane Sarrazin      | Venturi                   | 45    | + 3 s 044          | 4      | 10     |
| 6    | 2  | Sam Bird               | DS Virgin Racing          | 45    | + 3 s 856          | 1      | 11     |
| 7    | 27 | Robin Frijns           | Amlin Andretti            | 45    | + 5 s 141          | 6      | 6      |
| 8    | 55 | António Félix da Costa | Team Aguri                | 45    | + 7 s 000          | 10     | 4      |
| 9    | 21 | Bruno Senna            | Mahindra Racing           | 45    | + 8 s 433          | 13     | 2      |
| 10   | 66 | Daniel Abt             | ABT Schaeffler Audi Sport | 45    | + 9 s 479          | 14     | 1      |
| 11   | 7  | Jérôme d'Ambrosio      | Dragon Racing             | 45    | + 10 s 738         | 11     |        |
| 12   | 23 | Nick Heidfeld          | Mahindra Racing           | 45    | + 12 s 453         | 18     | 2      |
| 13   | 88 | Oliver Turvey          | NEXTEV TCR                | 45    | + 13 s 721         | 7      |        |
| 14   | 12 | Mike Conway            | Venturi                   | 45    | + 14 s 833         | 17     |        |
| 15   | 28 | Simona de Silvestro    | Amlin Andretti            | 45    | Freins             | 12     |        |
| Abd. | 1  | Nelsinho Piquet        | NEXTEV TCR                | 39    | Batterie déchargée | 9      |        |
| Abd. | 77 | Ma Qing Hua            | Team Aguri                | 38    | Accident           | 15     |        |
| Abd. | 6  | Loïc Duval             | Dragon Racing             | 4     | Boîte de vitesses  | 16     |        |

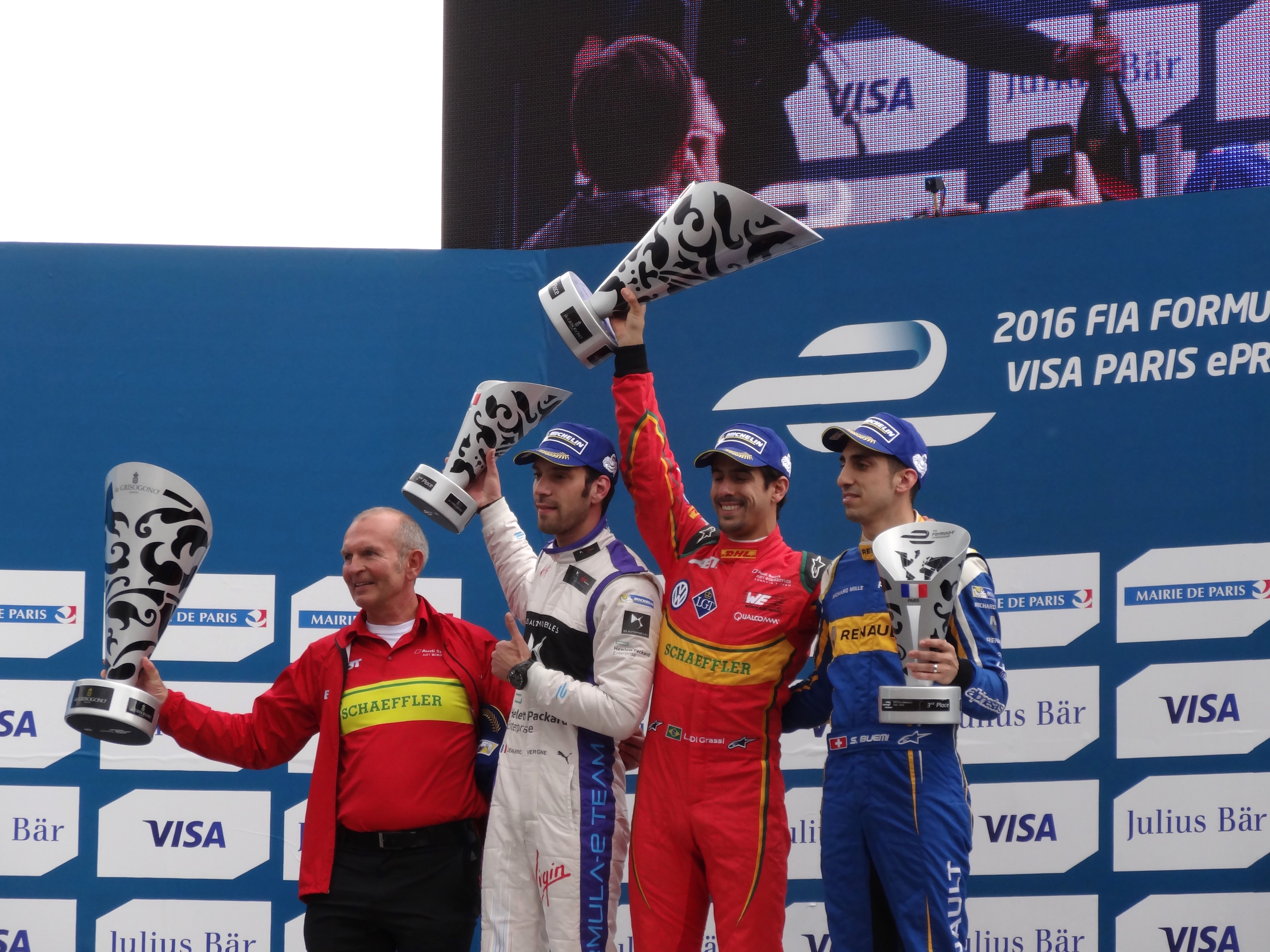
Lucas di Grassi, Jean-Éric Vergne et Sébastien Buemi composent le podium de l'ePrix de Paris.

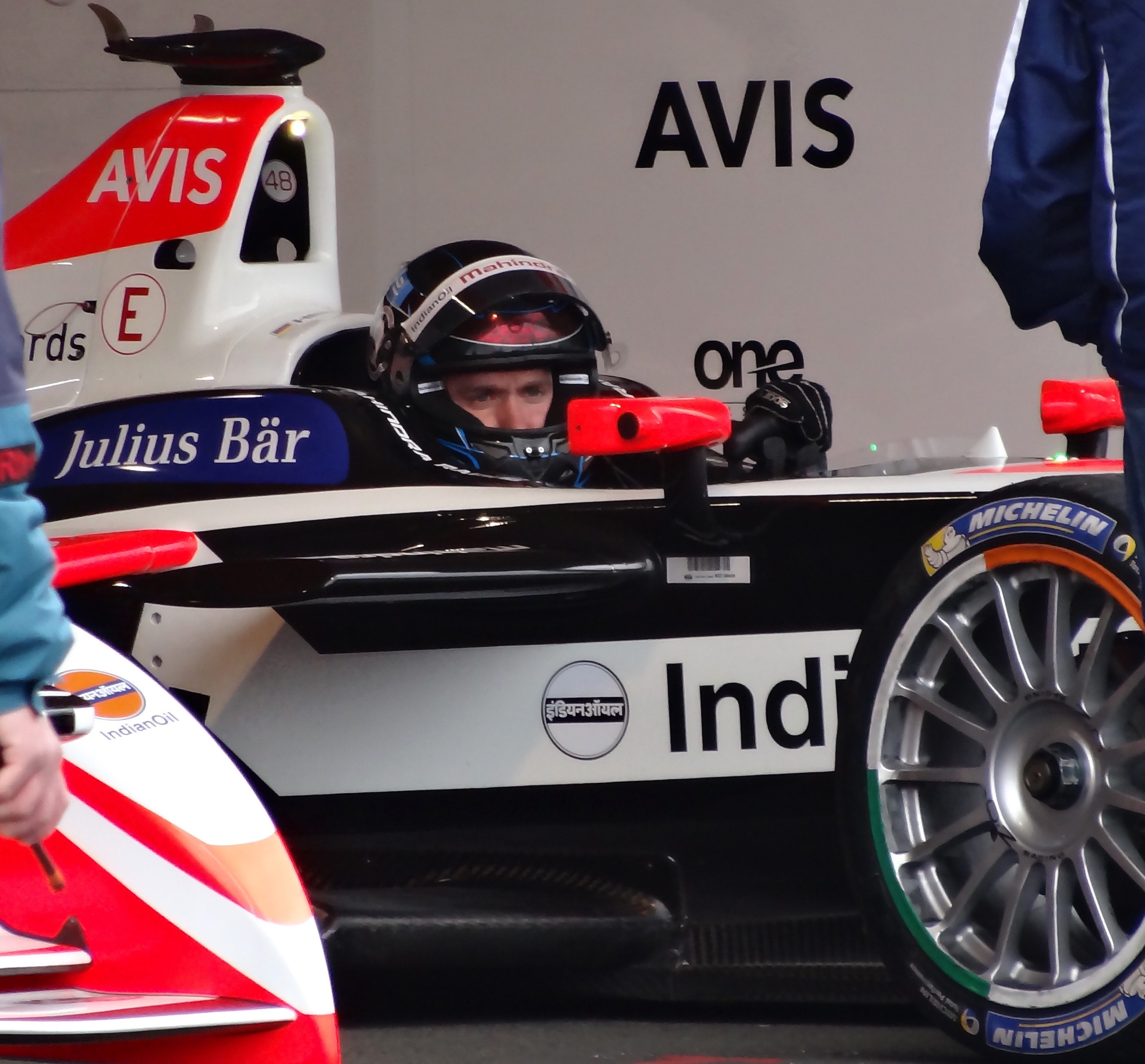
Nick Heidfeld (Mahindra Racing) réalise le meilleur tour en course.

- Jean-Éric Vergne, Sébastien Buemi et Loïc Duval ont été désignés par un vote en ligne pour obtenir le fanboost, qui leur permet de bénéficier de 25 kW supplémentaires pendant cinq secondes lors de la course[6].

### Pole position et record du tour
La pole position et le meilleur tour en course rapportent respectivement 3 points et 2 points.
- Pole position :  Sam Bird (DS Virgin Racing) en 1 min 01 s 616.
- Meilleur tour en course :  Nick Heidfeld (ABT Schaeffler Audi Sport) en 1 min 02 s 323 au 39e tour.

### Tours en tête

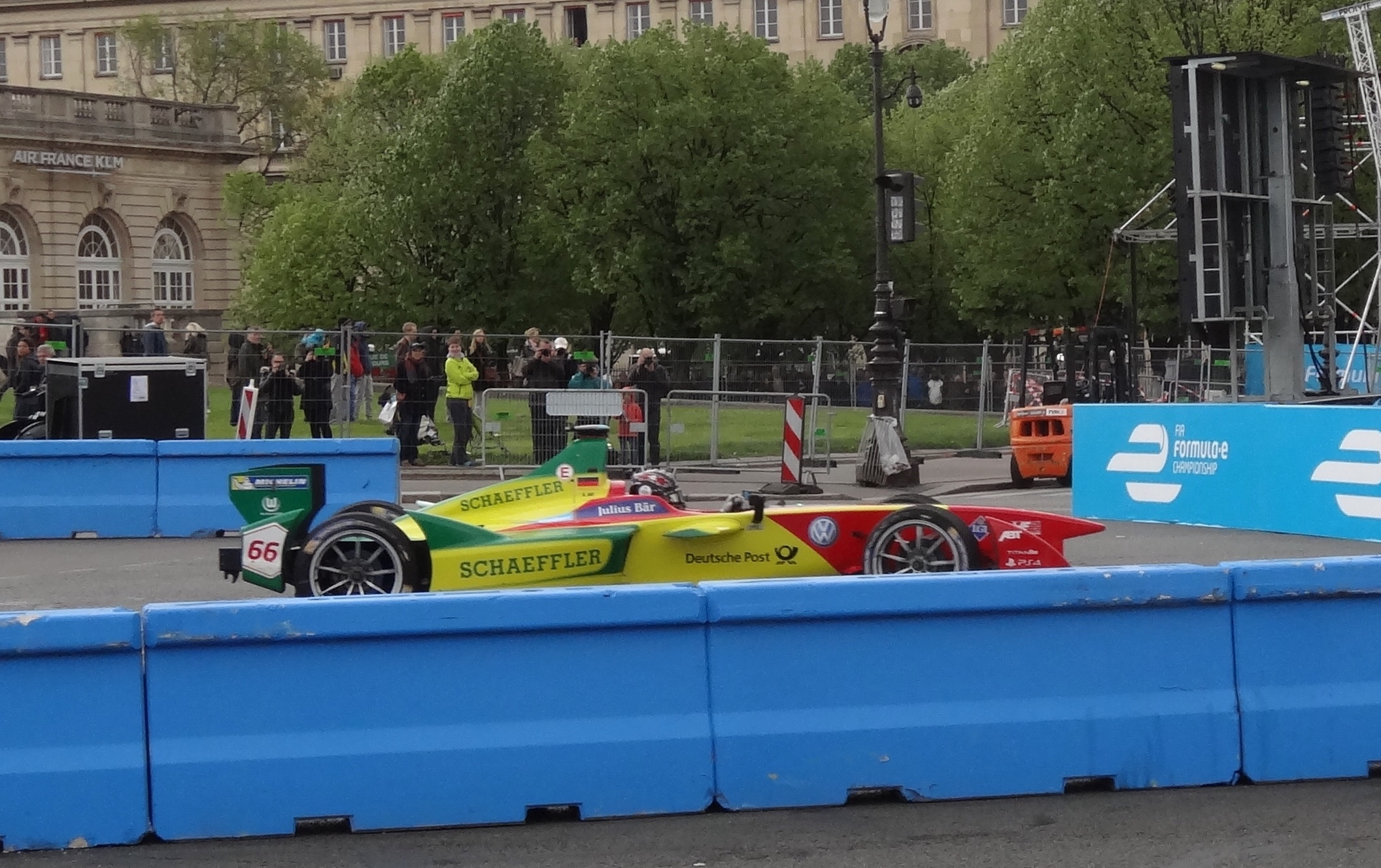
Daniel Abt (ABT Schaeffler Audi Sport) mène un tour durant cette épreuve.

- Lucas di Grassi (ABT Schaeffler Audi Sport) : 43 tours (11-23 ; 26-45)
- Sam Bird (Mahindra Racing) : 1 tour (24)
- Daniel Abt (ABT Schaeffler Audi Sport) : 1 tour (25)

## Classements généraux à l'issue de la course
| Pos. | Pilote                 | Points |
| ---- | ---------------------- | ------ |
| 1    | Lucas di Grassi        | 126    |
| 2    | Sébastien Buemi        | 115    |
| 3    | Sam Bird               | 82     |
| 4    | Jérôme d'Ambrosio      | 64     |
| 5    | Stéphane Sarrazin      | 58     |
| 6    | Nicolas Prost          | 50     |
| 7    | Loïc Duval             | 48     |
| 8    | Nick Heidfeld          | 41     |
| 9    | Robin Frijns           | 37     |
| 10   | Daniel Abt             | 32     |
| 11   | Jean-Éric Vergne       | 24     |
| 12   | Bruno Senna            | 24     |
| 13   | António Félix da Costa | 20     |
| 14   | Oliver Turvey          | 10     |
| 15   | Nelsinho Piquet        | 4      |
| 16   | Nathanaël Berthon      | 4      |
| 17   | Simona de Silvestro    | 2      |
| 18   | Mike Conway            | 1      |

| Pos. | Écurie                    | Points |
| ---- | ------------------------- | ------ |
| 1    | Renault e.dams            | 165    |
| 2    | ABT Schaeffler Audi Sport | 158    |
| 3    | Dragon Racing             | 112    |
| 4    | DS Virgin Racing          | 106    |
| 5    | Mahindra Racing           | 65     |
| 6    | Venturi Formula E Team    | 59     |
| 7    | Amlin Andretti            | 39     |
| 8    | Team Aguri                | 24     |
| 9    | NEXTEV TCR                | 14     |